# Dornbirn
Dornbirn je mesto v avstrijski zvezni deželi Predarlska in je upravno središče istoimenskega okraja. V okraju ležita sicer tudi mesti Hohenems in Lustenau.
Dornbirn je z več kot 50.000 prebivalci sicer največje mesto v deželi Predarlski, vendar ni njeno glavno mesto (prestolnica dežele je Bregenz). Je deseto največje mesto v Avstriji ter pomembno trgovinsko in nakupovalno središče. 

## Zemljepis
Dornbirn leži na zahodu Predarlske v dolini reke Ren, na 437 m nadmorske višine. V bližini ležijo meje s Švico, Lihtenštajnom in Nemčijo. Skozi mesto teče reka Dornbirner Ach, ki se izliva v Bodensko jezero.
Dornbirn so sestavljale štiri mestne četrti: Markt, Hatlerdorf, Oberdorf in Haselstauden. V 20. stoletju se je mesto razširilo tudi na dve sosednji vasi, Rohrbach in Schoren, in sedaj ima tako skupaj šest četrti.

### Pobratena mesta
- Kecskemét, Madžarska
- Sélestat, Francija